# Plattberg
Plattberg – szczyt w Ammergauer Alpen, części Alp Bawarskich. Leży w Austrii w kraju związkowym Tyrol, przy granicy z Niemcami. Ze szczytu dobrze widać niedaleko położone jezioro Plansee.